# Dmitri Mirski
Dmitri Petróvitx Sviatopolk-Mirski (1890-1939) fou un filòleg, crític literari i periodista rus que escrigué en rus i anglès.
El seu nom rus és Дми́трий Петро́вич Святопо́лк-Ми́рский tot i ser més conegut amb el seu nom de ploma anglès D. S. Mirsky o també com a Príncep Mirsky. Va néixer el 9 de setembre [C.J. 28 d'agost] de 1890 a la finca Guiovka, gubèrnia de Khàrkov, llavors Imperi Rus, actualment a Ucraïna i va morir el 6 de juny de 1939, a un gulag prop de Magadan, Unió Soviètica.

## Biografia

### Origen
Procedia del clan principesc dels Sviatopolk-Mirski,i era fill del famós anglòfil i home d'estat Piotr Dmítrievitx Sviatopolk-Mirski i Caterina Alekséievna, una comtessa nascuda Bobrinski (nomenada així en honor de Caterina II de Rússia, del fill il·legítim de la qual provenia la família Bobrinski). Va rebre una excel·lent educació a la llar, i des de la infantesa ja coneixia diverses llengües estrangeres. Va renunciar al seu títol de príncep a una edat primerenca. Durant els seus anys escolars, es va interessar per la poesia del simbolisme rus i va començar a escriure poemes ell mateix.

### Primera Guerra Mundial
A l'estiu de 1914, va ser mobilitzat i va participar en la Primera Guerra Mundial (ferit el 1916, va citar declaracions contra la guerra al Caucas) i en la guerra civil estigué del bàndol del Moviment Blanc; fou temporalment el cap de la primera divisió d'infanteria de l'Exèrcit de Voluntaris d'Anton Denikin

### Londres
Mirski va emigrar a Gran Bretanya el 1921. Fins al 1932 va residir a Londres (sovint visitava París) Mentre ensenyava literatura russa a la Universitat de Londres, Mirski va publicar el seu estudi històric A History of Russian Literature: From Its Beginnings to 1880, i després Contemporary Russian Literature, 1881–1925. També va publicar diverses antologies de poesia russa i diversos llibres i articles sobre literatura russa en anglès. Va defensar la seva tesi doctoral sobre Puixkin (Pushkin, L.-N.Y., 1926). Durant aquest període fou un coneixedor i propagandista del modernisme rus. Visitava els salons literaris de Gran Bretanya, publicava a la revista The Criterion; allà, sota la direcció de T. S. Eliott, va experimentar la influència del formalisme rus.

### Eurasianisme
Mirsky va ser membre fundador del Moviment Euroasiàtic i el principal editor de la revista "Eurasia"; les seves opinions evolucionaren progressivament cap al marxisme. També se li sol atribuir la paternitat del terme nacionalbolxevisme. El 1931 es va unir al Partit Comunista de la Gran Bretanya i li va demanar a Maksim Gorki si podia fer de mitjancer per obtenir el perdó de les autoritats soviètiques. El 1932 se li va concedir permís per tornar a la Unió Soviètica. En veure'l marxar cap a Rússia, Virginia Woolf va escriure al seu diari que "aviat tindrà una bala al cap".

### Retorn a Rússia i mort
Mirsky va tornar a Rússia al setembre de 1932. Cinc anys després, durant la Gran Purga, Mirski va ser arrestat per l'NKVD. L'arrest de Mirski pot haver estat causat per una trobada casual amb el seu amic, l'historiador britànic E. H. Carr que visitava la Unió Soviètica el 1937. Carr es va topar amb Mirski als carrers de Leningrad (actual Sant Petersburg, Rússia), i malgrat els millors esforços del príncep Mirski per fingir no conèixer-lo, Carr va persuadir el seu vell amic per anar a dinar plegats.Atès que en aquesta època, per aplicació de la iejóvxtxina, qualsevol ciutadà soviètic que tingués un contacte no autoritzat amb un estranger podia ser considerat com un espia, l'NKVD va arrestar Mirski.Fou sentenciat per "sospita d'espionatge" a 8 anys de treballs forçats. Al juny de 1939, va morir en un camp de treball prop de Magadan. Després de la iniciació de nous casos contra els "euroasians" (en particular, l'arrest de Serguei Efron), l'NKVD va decidir transferir Mirski a Moscou per a una investigació addicional sota l'art. 58 par. 1 "a" del Codi Penal de la RSFSR (traïció a la Pàtria) el 10 d'octubre de 1939; el decret fou aprovat pel Comissari del Poble Lavrenti Béria, malgrat que Mirski ja duia quatre mesos mort.Fou rehabilitat el 1963 году
Poc abans de la seva detenció, Mirski va compondre i va editar l'Antologuiu novoi angliskoi poezii ("Antologia de la nova poesia anglesa") amb traduccions russes; el llibre es va publicar el 1938 i va rebre la fama ben merescuda, però el nom de l'autor va ser eliminat i substituït pel nom del traductor M. Gutner ("antologia de Gutner").
Kornei Txukovski fa un viu retrat de Mirski en una entrada al seu diari personal del 27 de gener de 1935:
| « | Em va agradar enormement: la gran erudició, la sinceritat, el talent literari, la ridícula barba i la ridícula calba, el vestit que, tot i estar fet a Anglaterra, penjava de manera fluixa sobre ell, en mal estat i gastat, la forma que tenia de sortir amb un ee-ee-ee simpàtic (com un xiscle gutural d'un garrí) després de cada frase que pronunciaves -tot era tan divertit i entranyable-. Tot i que tenia molt pocs diners -és un acèrrim demòcrata- va heretar la golafreria dels seus ben nascuts avantpassats. El seu estómac serà la seva ruïna. Cada dia deixa la seva miserable excusa per un capot i un abric amb el conserge i entra al luxós restaurant [de l'Hotel Nacional a Moscou], on gasta no menys de quaranta rubles en un àpat (perquè menja tant bé com beu) i quatre per a la propina del cambrer i un per a la propina del conserge. | » |

## Obres selectes
- Anthology of Russian poetry (1924)
- Modern Russian Literature (1925)
- Pushkin (1926)
- A History of Russian Literature: From Its Beginnings to 1900 in two volumes (1926, 1927); repr. Knopf (1958), Northwestern University Press (1999)
- A History of Russia (1928)
- Lenin (1931)
- Russia: A Social History (1931)
- The Intelligentsia of Great Britain (1935), originalment en rus, traduïda per l'autor a l'anglès
- Antologuiu novoi angliskoi poezii (1937) en rus, publicada durant l'arrest de Mirski sense reconeixement de la seva autoria